# 오픈아레나

로고

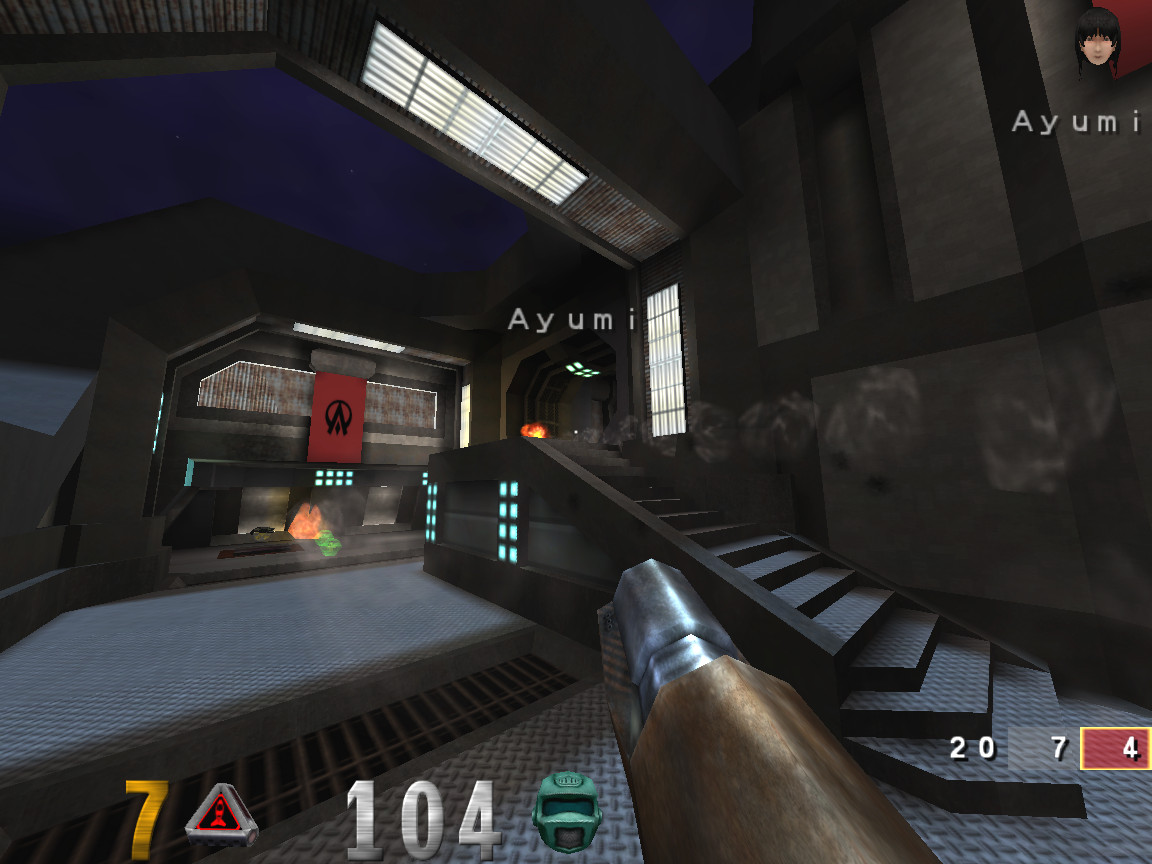
버전 0.8.8(2012년) 스크린샷)

오픈아레나(OpenArena)는 자유-오픈 소스 비디오 게임이다. FPS 게임으로, 퀘이크 3 아레나의 클론이다.

## 개발
오픈아레나 프로젝트는 id Tech 3 소스 코드가 GNU GPL 2.0 이상 라이선스로 배포된지 하루만인 2005년 8월 19일 구축되었다.
공식 웹사이트에는 마이크로소프트 윈도우, 리눅스, macOS 운영 체제용 다운로드가 포함되어 있다. 서드파티의 노력 덕분에 데비안, 페도라, FreeBSD, OpenBSD, 젠투, 맨드리바, 아치, 우분투를 포함한 수많은 오픈 소스 운영 체제의 기본 저장소에서도 이용이 가능하다. 마에모 모바일 운영 체제용으로도 개발 중이다. 라즈베리 파이, 안드로이드, iOS용 포팅도 사용이 가능하다.

## 게임플레이

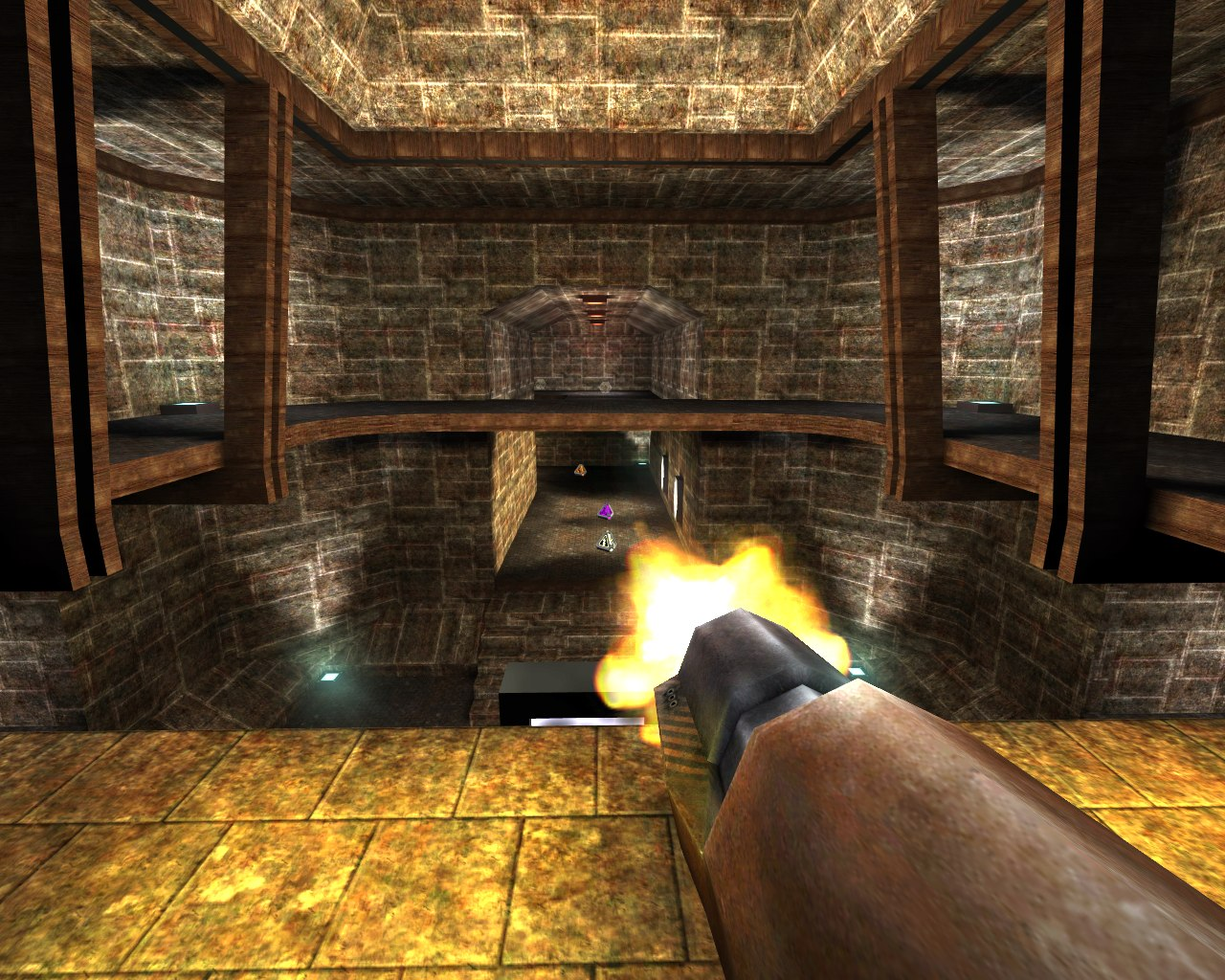
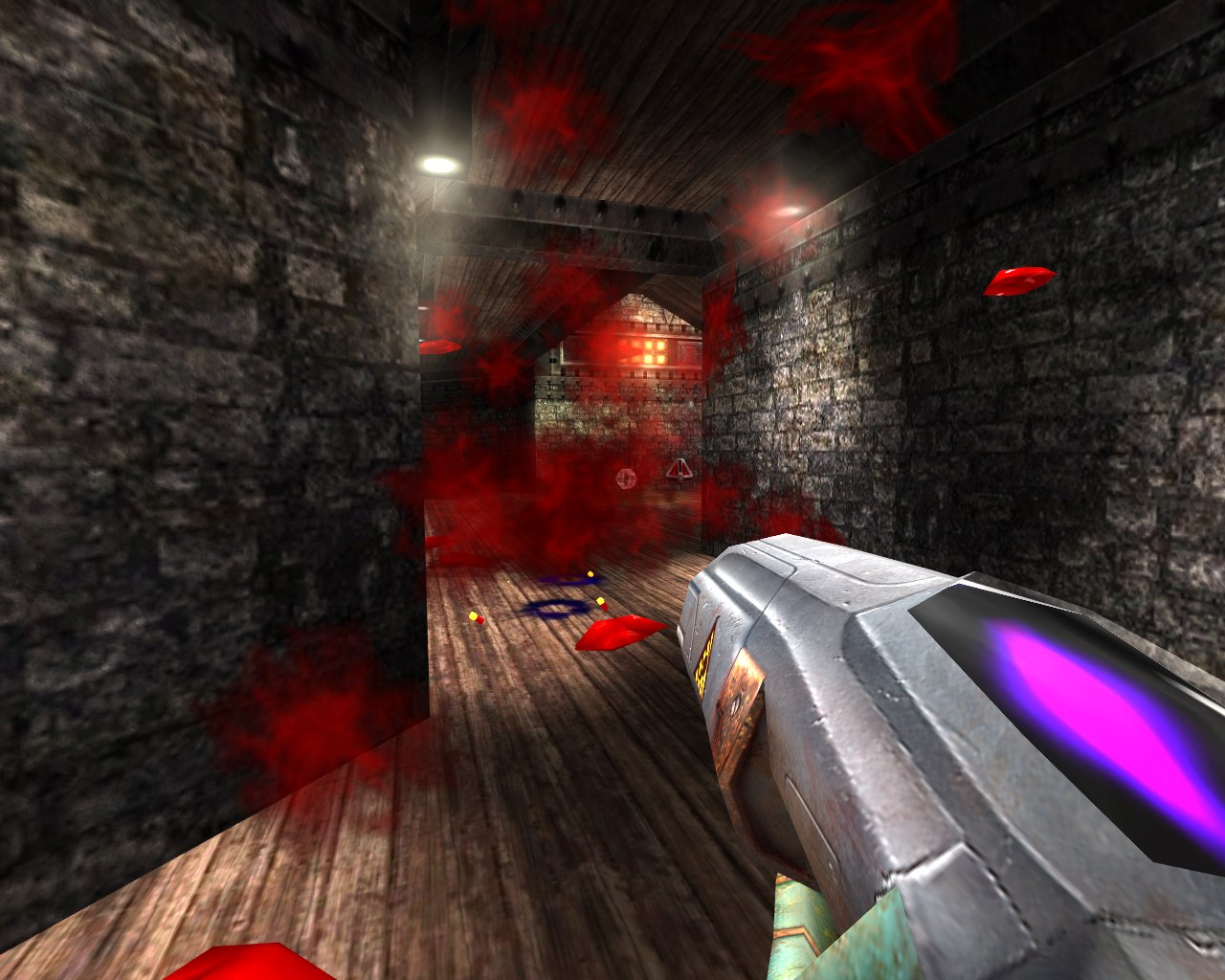
오픈아레나의 gibs를 보여주는 스크린샷